# Albalatillo
Albalatillo (en aragonès: Albalatiello) és un municipi aragonès situat a la província d'Osca i enquadrat a la comarca dels Monegres.